# Tarvisio
Tarvisio (în germană Tarvis) este o comună din provincia Udine, regiunea Friuli-Veneția Giulia, Italia, cu o populație de 3.966 locuitori (1 ianuarie 2023) și o suprafață de 208,36 km². Până în 1918 a aparținut de Ducatul Carintia al Austro-Ungariei.

## Demografie
Tarvisio - evoluția demografică

|  | Graficele sunt indisponibile din cauza unor probleme tehnice. Mai multe informații se găsesc la Phabricator și la wiki-ul MediaWiki. |

Date: Recensăminte sau birourile de statistică - grafică realizată de Wikipedia